# Anna Lange (Politikerin)
Irma Anna („Anni“) Lange (geb. Sobbelies; * 23. November 1904 in Berlin; † 3. April 1999 ebenda) war eine deutsche Politikerin. Sie war von 1950 bis 1958 Abgeordnete der Volkskammer der DDR.

## Leben
Anna Lange wuchs in einem Waisenhaus auf. Sie besuchte die Volksschule und arbeitete anschließend als Dienstmädchen. Von 1921 bis 1923 erhielt sie eine Ausbildung zur Verkäuferin. Sie wurde 1921 Mitglied der Gewerkschaft und 1922 der sozialistischen Jugendbewegung. Von 1923 bis 1931 arbeitete sie als Verkäuferin in Frankfurt (Oder) und Berlin. Von 1924 bis 1933 gehörte sie der Sozialdemokratischen Partei Deutschlands (SPD) an. Von 1931 bis 1941 war sie als Aushilfskraft in verschiedenen Handelshäusern Berlins und von 1941 bis 1946 als Gelderheberin bei der Bewag tätig.
Nach dem Zweiten Weltkrieg war sie 1945/46 wieder Mitglied der SPD. Von 1946 bis 1950 war sie Hausfrau und 1950/1951 Sekretärin in der Konsumgenossenschaft Berlin-Treptow. Im Jahr 1950 wurde sie Mitglied des Demokratischen Frauenbundes Deutschlands (DFD).
Von 1950 bis 1958 war sie als Berliner Vertreterin und Mitglied der DFD-Fraktion Abgeordnete der Volkskammer. Während der 2. Wahlperiode arbeitete sie im Gnadenausschuss mit. Von 1951 bis 1953 war sie DFD-Kreissekretärin in Berlin-Treptow und wurde 1952 in den DFD-Bezirksvorstand Berlin gewählt. 1953 wurde sie Bezirksverordnete in Berlin-Treptow. Sie war von Februar 1953 bis 1957 als stellvertretende Vorsitzende des Rates des Stadtbezirkes Berlin-Treptow und Leiterin der Abteilung Kultur tätig. Im Jahr 1954 wurde sie Mitglied der Sozialistischen Einheitspartei Deutschlands (SED).
Von 1960 bis 1966 war sie als Beauftragte des Stadtbezirksrates in der Außenstelle Adlershof und nach Auflösung der Außenstelle 1966 als Kaderreferentin im Rat des Stadtbezirkes Berlin-Treptow beschäftigt. Später war sie bis 1975 Leiterin der Ehe- und Familienberatungsstelle des Rates des Stadtbezirks Treptow.
Anna Lange war verheiratet und Mutter eines Kindes.

## Auszeichnungen
- Ehrennadel der Nationalen Front
- 1974 Vaterländischer Verdienstorden in Bronze